# Wang Hao
Wang Hao (Chinês: 王皓) é um mesa-tenista chinês, três vezes vice-campeão olímpico individual e campeão mundial de 2009.

## Carreira
Começou a jogar tênis de mesa aos 7 anos de idade. Foi o primeiro top player de empunhadura classineta a utilizar duas borrachas sanduíches ou lisas o que lhe proporciona um estilo de jogo agressivo.
Wang Hao ganhou medalha de prata nas Olimpíadas de 2004, na categoria individual masculino, perdendo para o sul-coreano Ryu Seung-Min na final. Desde 2003 tem se matido entre os melhores jogadores do mundo, sendo que em março de 2008 estava no primeiro lugar do ranking da ITTF.
Nas Olimpíadas de 2008, Wang Hao também ficou com a medalha de prata na categoria individual, perdendo para o também chinês Ma Lin pelo placar de 4 a 1.
Nas Olimpíadas de 2012, Wang Hao também ficou com a medalha de prata na categoria individual, perdendo para o também chinês Zhang Jike pelo mesmo placar de 4 a 1.